# Шодерло де Лакло, Пьер
Пьер Амбруа́з Франсуа́ Шодерло́ де Лакло́ (фр. Pierre Ambroise François Choderlos de Laclos; 18 октября 1741, Амьен — 5 сентября 1803, Таранто) — французский политик, изобретатель, военачальник и писатель, известный главным образом как автор эпистолярного романа «Опасные связи», ставшего одним из первых образцов психологического романа. Автор ряда работ по истории революции и военному делу.

## Карьера
Пьер Амбруаз Франсуа Шодерло де Лакло происходит из семьи небогатых дворян, увлекавшихся литературой. Получил образование артиллериста в фр. École royale d'artillerie de La Fère (ныне Политехническая школа), по окончании которой получил в 1763 году чин лейтенанта и был назначен в гарнизон Туля.
В начале революции Лакло познакомился с герцогом Орлеанским (будущим Филиппом Эгалите), был его секретарём и поддерживал все его интриги. В 1791 году он стал членом якобинского клуба и после неудачной попытки бегства Людовика XVI агитировал за низложение и казнь короля и регентство герцога Орлеанского. Когда Эгалите был арестован в марте 1793 года, Лакло был также посажен в тюрьму и окончательно освобождён лишь после падения Робеспьера. Существует маловероятное предположение, что Лакло не был казнён из-за того, что помогал Робеспьеру сочинять речи. Был редактором «Журнала друзей конституции» (фр. Journal des Amis de la constitution). Во времена Директории был начальником артиллерии Рейнской армии. Во время Консульства был инспектором французской армии в Южной Италии. Дослужился до генеральского звания.

## Изобретения
Шодерло де Лакло, кроме своей литературной деятельности, был талантливым артиллеристом-изобретателем. В сентябре 1792 года он организовал массовое производство полых разрывных ядер нового образца для революционной армии, что предопределило стратегическую победу в битве при Вальми. «Канонада при Вальми» заложила основу для лидерства французской артиллерии в Европе. Снаряды Шодерло де Лакло стали прообразом современных артиллерийских снарядов. Доклад об изобретении новой модели лафета Шодерло де Лакло представил в сентябре 1802 года.
Также он предложил систему нумерации улиц Парижа. В системе де Лакло улицы, параллельные Сене, получали нечётные номера, а улицы, перпендикулярные Сене, — чётные номера. Свой проект о нумерации улиц Парижа он подал в «Журналь де Пари» 17 июня 1787 г.

## Литературное творчество
Посмертную славу Лакло принёс его нравоописательный роман «Опасные связи» («Les liaisons dangereuses», Амстердам и Париж, 1782), одно из наиболее читаемых прозаических произведений XVIII века. Сатирический роман о нравах французской аристократии был написан с применением характерных для того времени эпистолярного стиля и фривольности, с нравоучительным наказанием порока в конце. Немедленно после выхода в свет роман приобрёл популярность, первый тираж (2000 экземпляров) был распродан в течение месяца, последовало переиздание, которое в 1782—1783 годах сопровождалось примерно пятьюдесятью контрафактными публикациями романа.
Сатира Лакло против графини Дюбарри (фр. Une épître à Margot) в своё время также пользовалась популярностью (строки из неё А. С. Пушкин использовал в качестве эпиграфа к одному из своих первых стихотворений, «К Наталье»).
Лакло написал также сборник лёгкой поэзии «Беглые стихи» (фр. Poésies fugitives) и продолжение труда Иоахима Вилата (фр. Joachim Vilate) «Тайные причины переворота девятого термидора» (фр. Causes secrètes de la révolution du neuf Thermidor).

## Оценки
Литературовед И. А. Лилеева в статьях про Лакло в «Большой советской энциклопедии» и «Краткой литературной энциклопедии» отмечала: «Лакло — мастер аналитического романа, трезвого психологического анализа.
Стендаль считал роман Лакло значительнейшим произведением французской литературы XVIII в.». Александр Пушкин дважды использовал эпиграфы из Шодерло де Лакло, в том числе в «Евгении Онегине».